# 北比爾森縣

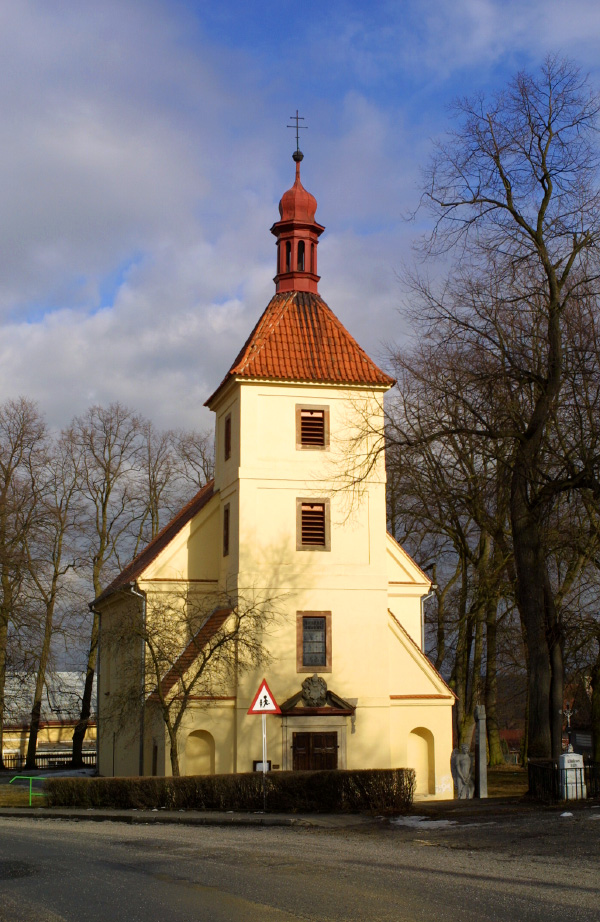

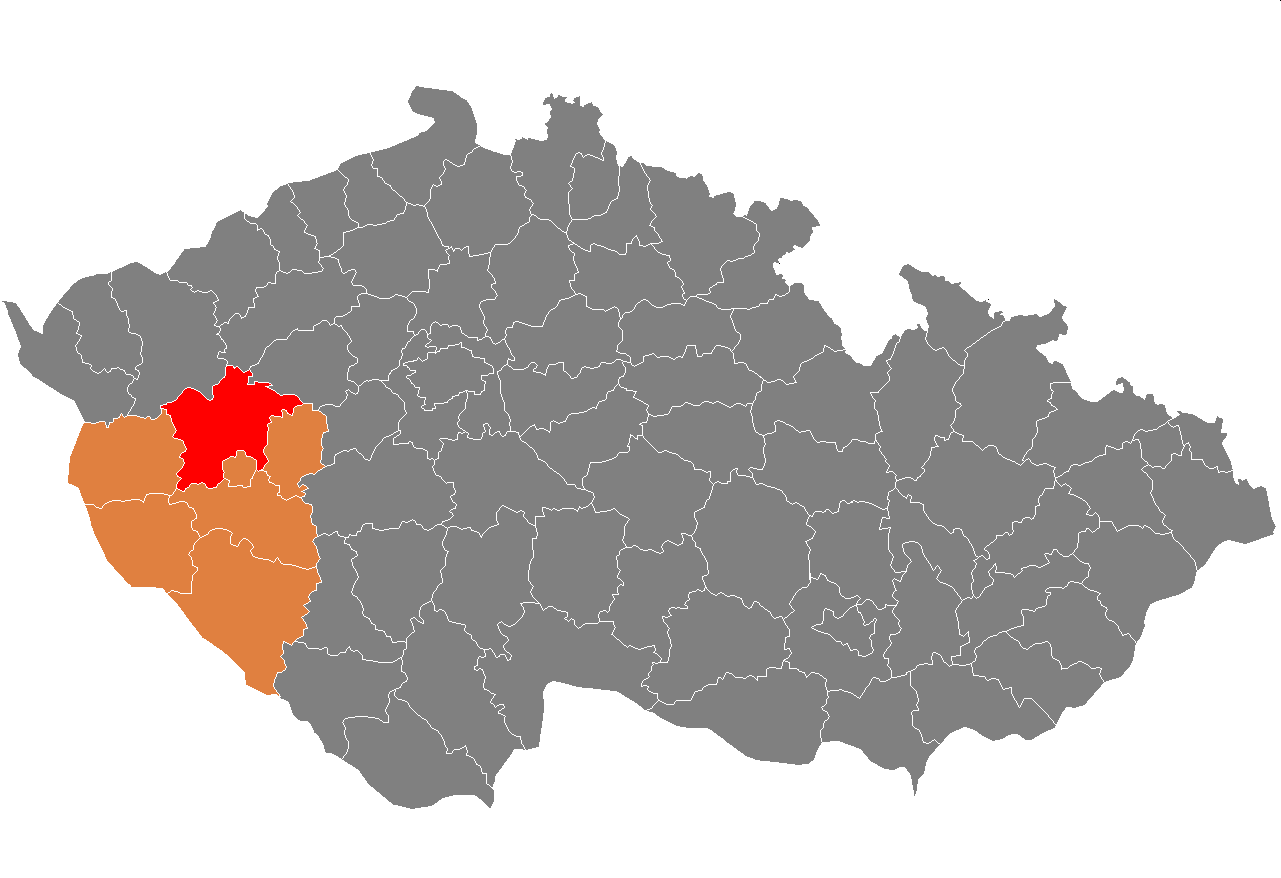

49°44′51″N 13°22′39″E / 49.74750°N 13.37750°E
北比爾森縣（捷克語：Okres Plzeň-sever），是捷克的縣份，位於該國西部，由比爾森州負責管轄，首府設於比爾森，面積1,287平方公里，2007年人口73,061，人口密度每平方公里57人。